# Кодзиас, Никос
Ни́кос Кодзиа́с (греч. Νίκος Κοτζιάς; род. 19 ноября 1950, Афины) — греческий политик (бывший коммунист, ныне[когда?] беспартийный, близкий к СИРИЗА), политолог. С 27 января 2015 года министр иностранных дел в левом кабинете Алексиса Ципраса.
17 октября 2018 года Никос Котзиас подал в отставку. Алексис Ципрас сам будет[когда?] выполнять обязанности главы МИД Греции
В студенческие годы во время военной диктатуры «черных полковников» в Греции был членом молодёжной организации Единой демократической левой партии, состоял членом ЦК Коммунистической организации молодёжи (КМГ) (греческого аналога советского комсомола). Позже стал членом Центрального Комитета Коммунистической партии Греции (КПГ) и несколько раз был осуждён военными.
Кодзиас изучал экономику и политологию в Афинском и Гисенском университетах. Затем работал как учёный в Гарварде, Оксфорде и Марбурге. В Марбурге он был президентом Исследовательской группы Европейского Сообщества (FEG).
С 1993 по 2008 годы состоял на дипломатической службе в Министерстве иностранных дел Греции, с 2005 года в звании посла. Принимал участие в работе над Амстердамским договором и «Программой 2000», привлекался к разработке греко-турецких отношений и Европейской Конституции.
Начиная с 2008 года — профессор по специальности «Теория международных и европейских исследований» в университете Пирея.
Кодзиас — автор многочисленных публикаций, среди которых 24 научные книги, а также сборники стихов.